# 1976 au Maroc
Chronologie du Maroc
- 1972
- 1973
- 1974
- 1975
- 1976
- 1977
- 1978
- 1979
- 1980

Cet article présente les faits marquants de l'année 1976 au Maroc ou relatifs au Maroc.

## Événements
- 27 janvier : un chasseur F5 de l’armée marocaine est abattu par un missile au-dessus de la Mauritanie ; une guerre commence au Sahara occidental entre le Maroc et l’Algérie[1]. Le 29 janvier et le 15 février les Forces armées royales du Maroc (FAR) et l'Armée nationale populaire algérienne (ANP), entrent en confrontation directe par deux fois, à Amgala, (première et seconde bataille d’Amgala)[2].
- 16 février : adoption de la convention de Barcelone sur la pollution en Méditerranée[3].
- 7 mars : le Maroc et la Mauritanie rompent leurs relations diplomatiques avec l’Algérie après la reconnaissance de la République sahraouie par cette dernière le 6 mars[2].
- 5 juillet : l’OUA réunie à Port-Louis, (Île Maurice), adopte la Charte culturelle de l’Afrique[4].
- 16 - 19 août : cinquième conférence des 82 pays non-alignés à Colombo[5]. Ils réitèrent leur volonté d’instaurer un nouvel ordre économique mondial. La domination apparente exercée par l’OPEP donne des idées aux pays producteurs des autres matières premières minérales (cuivre, zinc, étain…) et agricoles (café, cacao, lin…). Des stocks internationaux de régulation des cours sont envisagés mais les projets, déjà débattus dans le cadre du « dialogue Nord-Sud », se heurtent aux résistances des pays industrialisés.
- 26-30 août : le troisième Congrès du Front Polisario réuni à Alger promulgue la Constitution de la République arabe sahraouie démocratique[6].

## Sports
- Le Maroc  participe pour la 5e fois à des Jeux olympiques d'été en 1976 à Montréal. Après 3 jours, Le comité quitte la compétition et rejoint le boycott organisé par l'ensemble des pays africains.
- Le Rallye du Maroc 1976 (19e Rallye du Maroc), disputé du 22 au 27 juin 1976[7], est la trente-septième manche du championnat du monde des rallyes (WRC) courue depuis 1973, et la sixième manche du championnat du monde des rallyes 1976 (WRC).
- La Coupe du Maroc de football 1975-1976, Coupe du Trône, est la vingtième édition de la compétition.
- La  Coupe du Maroc de football 1976-1977, Coupe du Trône, est la vingt-unième édition de la compétition.
- La Saison 1975-1976 des FAR de Rabat est la dix-huitième de l'histoire du club. Cette saison débute alors que les militaires avait terminé douzième en championnat lors de la saison dernière. Le club est par ailleurs engagé en coupe du Trône.
- La Saison 1976-1977 des FAR de Rabat est la dix-neuvième de l'histoire du club. Cette saison débute alors que les militaires avaient terminé onzième en championnat lors de la saison dernière. Le club est par ailleurs engagé en coupe du Trône.
- La Saison 1976-1977 du Wydad Athletic Club est la 38e saison footballistique de l'histoire du club. Cette saison débute alors que les rouges avaient terminé premiers en championnat lors de la saison précédente. Le club est par ailleurs engagé en coupe du Trône et participe à l'International Coupe Mohammed-V.

## Culture
- Le Message ou Al-Rissala en arabe : الرسالة[8] ; en anglais (The Message) est un film de Moustapha Akkad.